# Pogonoperca
Pogonoperca is een geslacht van straalvinnige vissen uit de familie van zaag- of zeebaarzen (Serranidae). Het geslacht is voor het eerst wetenschappelijk beschreven in 1859 door Guenther.

## Soorten
- Pogonoperca ocellata Günther, 1859
- Pogonoperca punctata (Valenciennes, 1830)